# Patricia Quinn
Patricia Quinn, Lady Stephens (ur. 28 maja 1944 w Belfaście) – północnoirlandzka aktorka filmowa, teatralna, telewizyjna i musicalowa i piosenkarka, znana najlepiej z roli Magenty w filmie The Rocky Horror Picture Show (1975) i w sztuce na bazie której powstał film.

## Życiorys
Patricia Quinn urodziła się w Belfaście jako córka Rebeki i Jamesa Connoly Quinnów. Ma syna, Quinna Hawkinsa, z jej pierwszego małżeństwa z Donem Hawkinsem. Jej bratankowie, Jonny i Bradley Quinn są członkami zespołu Snow Patrol.
W styczniu 1995 roku Quinn poślubiła aktora Roberta Stephensa, który zmarł w listopadzie tego samego roku. Tym samym Patricia Quinn została macochą synów Stephensa z małżeństwa z Maggie Smith. Quinn pojawiła się wcześniej u boku Roberta Stephensa w adaptacji BBC The Box of Delights (1984) w roli Sylvii Daisy Pouncer i zagrała jego żonę w serialu Koleje wojny (1987). Robert Stephens otrzymał tuż przed śmiercią tytuł szlachecki, przez co Patricia Quinn otrzymała status Lady Stephens.

## Kariera aktorska
Patricia Quinn jest znana głównie z roli Magenty w The Rocky Horror Picture Show (1975). W scenie otwierającej film, ruchy jej ust są zsynchronizowane ze słowami piosenki tytułowej: „Science Fiction/Double Feature” (piosenkę wykonuje autor sztuki i aktor Richard O’Brien).
Patricia Quinn zagrała również Elizabeth Siddal w 1975 roku w miniserialu The Love School. W Ja, Klaudiusz odegrała rolę siostry cesarza Klaudiusza – Livilli. Wraz z Richardem O’Brienem wzięła udział w sequelu The Rocky Horror Picture Show, Shock Treatment.
Zagrała „Kobietę” w Hawk the Slayer (1980). Pojawiła się również w odcinku „Witching Time” serialu The Hammer House of Horrors jako Lucinda Jessop (1981), w Sensie Życia według Monty Pythona (1983), oraz w serialu Doktor Who (1987). Jej ostatni udział w filmie to rola w The Lords of Salem (2012) w reżyserii Roba Zombie.